# Espúrio Cássio
Espúrio Cássio Vecelino (em latim: Spurius Cassius Vecellinus) foi um político romano da gente Cássia eleito cônsul por três vezes, em 502, 493 e 483 a.C., com Opitero Vergínio Tricosto, Póstumo Comínio Aurunco e Próculo Vergínio Tricosto Rutilo respectivamente. Foi também o primeiro mestre da cavalaria de Roma, escolhido pelo ditador romano Tito Lárcio em 501 a.C.. É famoso pelo "Foedus Cassianum", um tratado que formou uma aliança entre a República Romana e a Liga Latina em 493 a.C, e pela primeira proposta de lei agrária ("Lex Cassia Agraria"). É o único patrício conhecido em toda a gente Cássia.

## Biografia
O nome de Espúrio Cássio Vecelino aparece nos Fastos Consulares como cônsul pera os nos de 502, 493 e 486 a.C., apesar de alguns autores defenderem que seu último consulado, com Próculo Vergínio Tricosto Rutilo, teria, na verdade, se realizado em 480 a.C., ano da Batalha de Salamina na Grécia Antiga, o que permitiria uma referência cronológica mais exata com a história romana do período.

### Primeiro consulado (502 a.C.)
Em 502 a.C., Espúrio Cássio foi eleito cônsul com Opitero Vergínio Tricosto. Dionísio conta que Cássio continuou a guerra contra os sabinos, derrotando-os com grandes perdas perto de Cures. Os sabinos pediram a paz e tiveram que entregar uma grande porção de seu território. Ao retornar a Roma, Cássio celebrou seu primeiro triunfo, confirmado pelos Fastos Triunfais. Lívio, porém, conta que os dois continuaram a luta contra a colônia de Pomécia, conquistada pelos auruncos, iniciada no ano anterior, forçando a rendição e punindo-a duramente. Segundo Dionísio de Halicarnasso, porém, Espúrio Cássio teria liderado os romanos contra os sabinos, que foram mais uma vez derrotados. Como ele reporta estes mesmos eventos em 495 a.C., o que está de acordo com o relato de Dionísio, é provável que este seja o relato correto.
No ano seguinte, Cássio foi o primeiro romano da história a ocupar a posição de mestre da cavalaria (em latim: magister equitum), o segundo-em-comando do ditador Tito Lárcio.
Depois da Batalha do Lago Régilo (c. 499 ou 496 a.C.), Cássio solicitou ao Senado Romano que as cidades latinas fossem arrasadas.

### Segundo consulado (493 a.C.)
Em 493 a.C., Cássio foi eleito cônsul pela segunda vez, agora com Póstumo Comínio Aurunco. Os dois entraram no cargo durante a Revolta do Monte Sacro, a primeira secessão da plebe (em latim: "secessio plebis") na história romana, cujo nome era uma referência ao local onde os plebeus se reuniram, o Monte Sacro.
Durante seu consulado, negociou o tratado ("foedus") entre os romanos e a Liga Latina, conhecido como "Foedus Cassianum", e que estabelecia as relações amigáveis e as alianças militares entre os romanos e seus "sócios". Cícero afirma que uma cópia do tratado ainda existia em sua época (séc. I a.C.) e Dionísio resumiu seus termos. Enquanto isto, Comínio guiava o exército contra os volscos de Âncio, conquistando também Longula, Polusca e, com a ajuda de Coriolano, a cidade de Corioli.
No mesmo ano, Espúrio Cássio consagrou o Templo de Ceres, Liber e Libera, que havia sido prometido em 498 a.C. pelo ditador Aulo Postúmio Albo Regilense.

### Terceiro consulado (486 a.C.)

Mapa do Lácio no século V a.C., mostrando as principais tribos e a cidade de Roma. O Foedus Cassianum, que durou mais de um século, foi uma aliança entre latinos, romanos e hérnicos na constante luta contra as demais tribos vizinhas.

Em 486 a.C., foi eleito novamente, desta vez com Próculo Vergínio Tricosto Rutilo. Marchou contra os volscos e hérnicos mas, como os inimigos pediram rapidamente a paz, não houve uma batalha. Apesar disto, Cássio conseguiu seu triunfo.
Com o "Foedus Cassianum" firmado com os latinos durante o seu segundo consulado e com um pacto de aliança com os hérnicos, Cássio conseguiu formar a federação que colocou Roma no mesmo nível de poder da época dos últimos reis, apesar de de existirem em Roma os que afirmavam que os hérnicos haviam tratado os mesmo termos com os latinos.
Lívio afirma que o tratado com os hérnicos incluía a cessão de dois terços de seu território, o que os historiadores modernos consideram como um erro do autor. Dionísio reporta que, com o tratado, os hérnicos assumiram o mesmo nível de poder que os romanos e os latinos e que as três nações tinham direita a um terço das terras conquistadas em guerras travadas pelos três exércitos. Este tratado perdurou por mais de um século. Ao voltar a Roma, Cássio celebrou seu segundo triunfo.

#### Lei agrária
Depois do pacto com os hérnicos, Cássio propôs sua famosa reforma agrária. Infelizmente, as fontes antigas são pouco claras e contraditórias sobre os termos. Com sua Lex Cassia agraria, Cássio propôs dividir as terras públicas de Roma entre os cidadãos romanos e os sócios latinos e hérnicos. A proposta foi duramente hostilizada pelos patrícios e por Vergínio, seu colega no consulado, que conseguiram formar um colégio de dez senadores que ficariam responsáveis por individualizar as terras públicas, quais deveriam ser vendidas e quais deveria ser alugadas.
A lei proposta de Cássio provavelmente era apenas uma reapresentação de uma antiga lei de Sérvio Túlio, que ordenava que a porção das terras públicas nas mãos dos patrícios deveria ser delimitada rigorosamente e que o resto deveria ser dividido entre os plebeus. Além disso, uma taxa (em latim: decima) deveria ser imposta aos patrícios. É importante lembrar que, neste período inicial, as comitia populi tributa ainda não tinham ainda a capacidade de legislar e que o tribuno da plebe tinha poderes muitíssimo limitados e, por isso, as reiteradas tentativas anuais de passar a lei indicam que ela já existia, mas era sempre repelida.

### Condenação

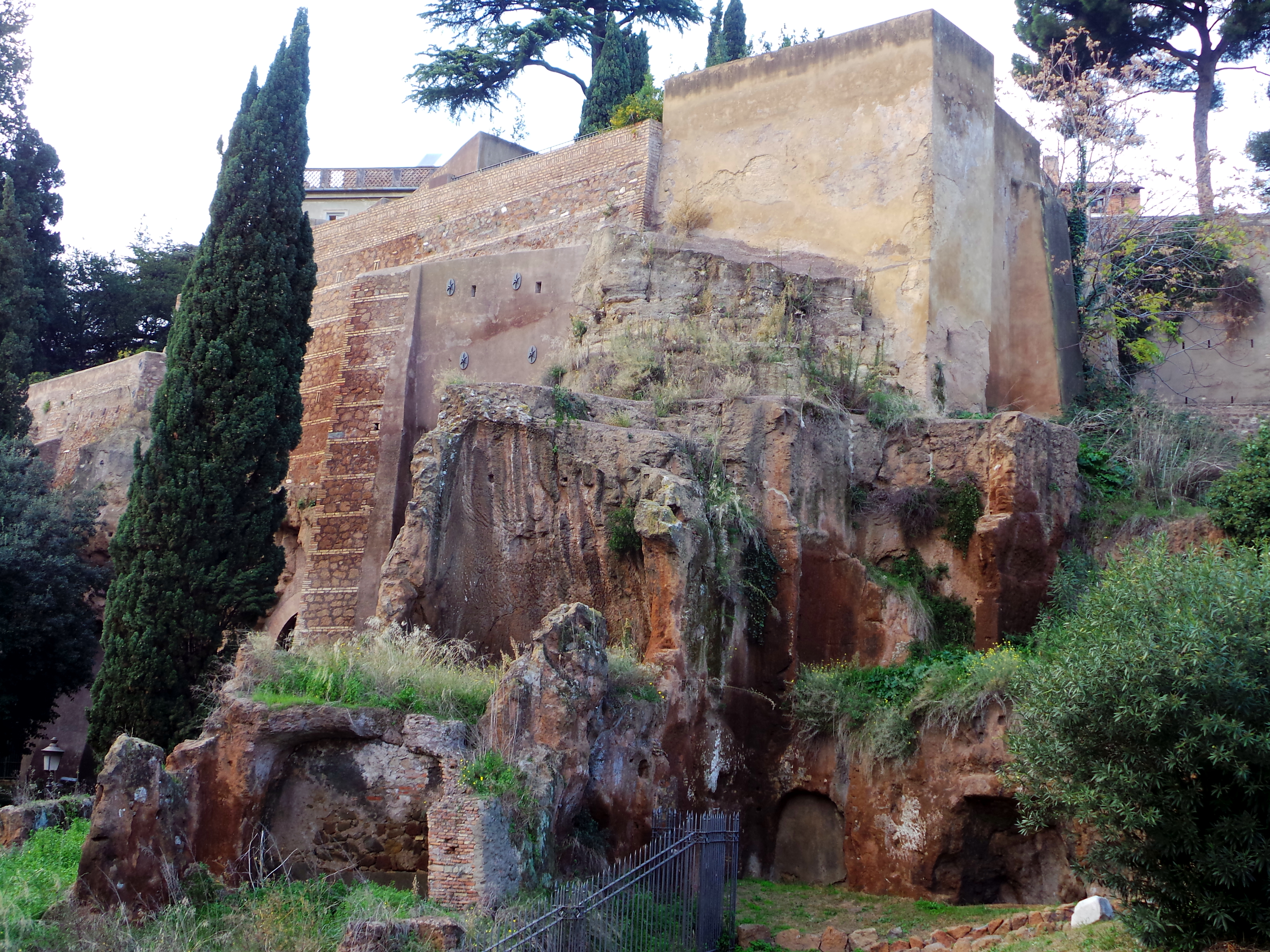
A Rocha Tarpeia, de onde Cássio foi atirado depois de condenado.

No ano seguinte, já sem o poder consular, Cássio foi processado e acusado de tentar conseguir poderes reais; os dois acusadores, os questores Cesão Fábio Vibulano e Lúcio Valério Potito, foram depois eleitos cônsules, respectivamente em 484 e 483 a.C., com o apoio dos patrícios. Condenado pela Assembleia das Centúrias, Cássio foi atirado pelos dois questores (conhecidos como "quaestores parricidii") do alto da Rocha Tarpeia. Além disso, sua casa foi destruída e o espaço remanescente, em frente ao Templo de Telo, foi considerado público.
Uma versão alternativa conta que o próprio pai de Cássio realizou um julgamento privado (presumivelmente exercendo seu poder como pater familias) e condenou seu filho à morte, dedicando os bens confiscados do filho à construção de uma estátua de bronze em homenagem a Ceres no local da casa com uma inscrição que recordava a proveniência do dinheiro utilizado ("ex Cassiana familia datum" - "da família de Cássio).
Niebuhr argumenta que era impossível que um homem que já havia sido três vezes cônsul e triunfado duas vezes ainda estivesse sob o poder de seu pai.
Dião Cássio defendeu a inocência de Cássio.
Cássio deixou três filhos, mas todos foram expulsos do Senado, apesar de apelos para que fosse executados. Em 159 a.C., a estátua de bronze erigida no local de sua casa foi derretida pelos censores.

## Crítica histórica
Na história de Espúrio Cássio há uma série de diferenças e semelhanças com a história dos irmãos Graco, o que indica que pode ter sido, pelo menos em parte, inventada. Mommsen, por exemplo, defende  a história inteira foi uma fabricação posterior provavelmente baseada nas propostas agrárias dos Graco e de Marco Lívio Druso.
Acredita-se que os "Cássios Viscelinos" (em latim: Cassii Viscellini) era patrícios, embora todos os demais membros da gente Cássia daí em diante tenham sido plebeus. O historiador Niebuhr sugere que os filhos de Cássio podem ter sido expulsos do patriciado ou que seus descendentes tenha escolhido a plebe voluntariamente como vingança pelo sangue derramado.
Diodoro Sículo (11.1.2) teria coincidido com o arcontado de "Calliade" em Atenas. Este "Calliade", segundo os historiadores modernos, foi arconte apenas 480 a.C. Dionísio de Halicarnasso data o ano da morte de Espúrio Cássio no ano seguinte ao seu terceiro consulado, durante o mandato de Quinto Fábio Vibulano e Sérvio Cornélio Maluginense, o que coincide com a 74ª edição das Olímpiadas gregas.